# Xocoyolzintla
Xocoyolzintla es una localidad del estado mexicano de Guerrero. Es parte del municipio de Ahuacuotzingo.

## Toponimia
El nombre «Xocoyolzintla» proviene de los términos en náhuatl: xocoyolli, xocoyule; tzin, diminutivo; tlan, lugar. Su significado es «lugar de xocoyolillos».

## Demografía
| Gráfica de evolución demográfica |
|                                  |

| Censo | Población |
| ----- | --------- |
| 1900  | 300       |
| 1910  | 281       |
| 1921  | 177       |
| 1930  | 199       |
| 1940  | 362       |
| 1950  | 438       |
| 1960  | 570       |
| 1970  | 627       |
| 1980  | 962       |
| 1990  | 868       |
| 2000  | 967       |
| 2010  | 1 566     |
| 2020  | 1 348     |